# Surfskate

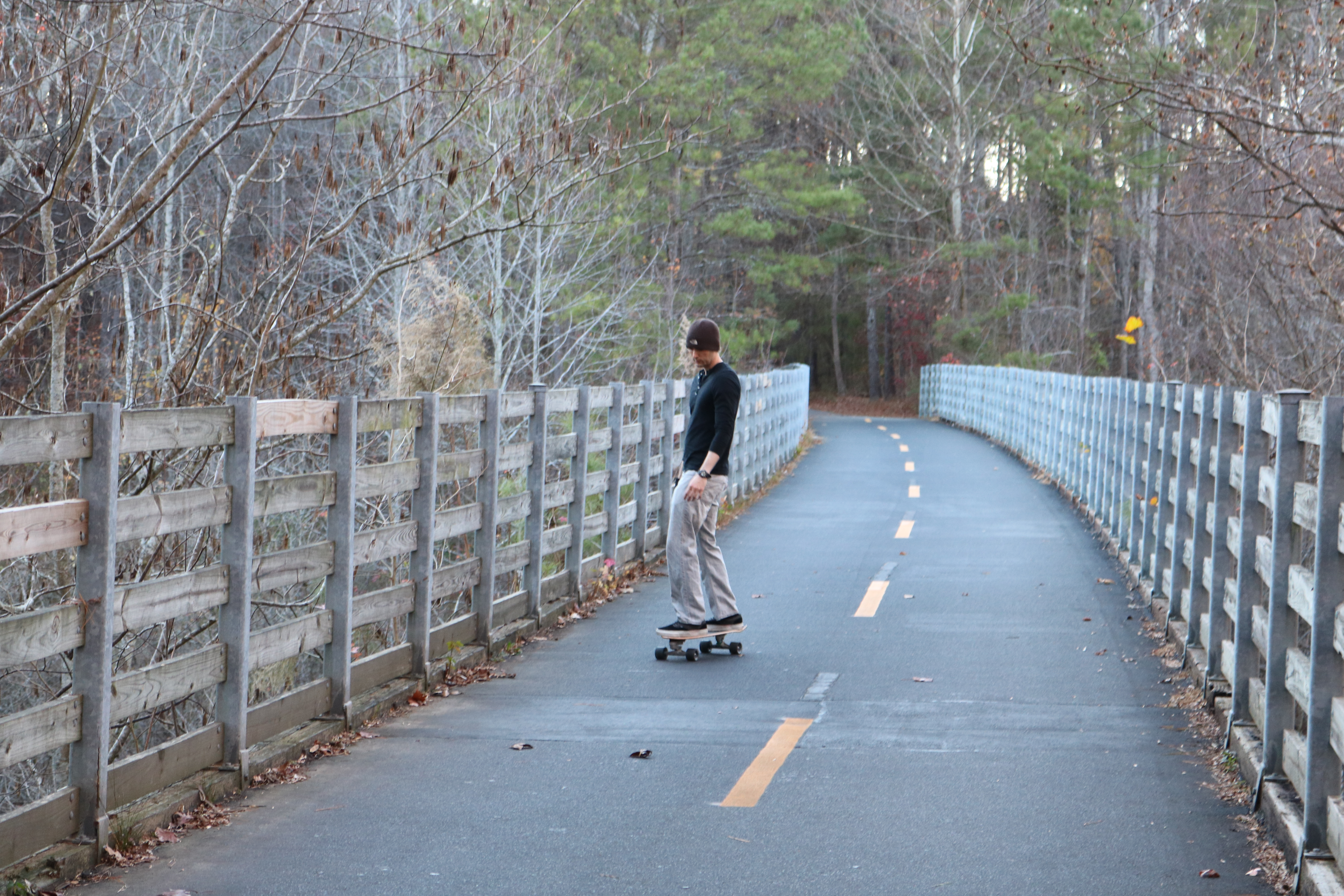
Pratiquant de surfskate

Le surfskate ou surf skateboard (ou d'autres termes) est une variante de skateboard, apparue à la fin des années 1990, caractérisé par un truck avant à double articulation (axe supplémentaire avec ressort) facilitant les virages courts à plat et sans perte de vitesse et les prises de carre alternées (rail to rail). 
Ce type de skate court et large favorise une propulsion par carving (succession de virages) et par pumping, ainsi que des virages courts dérapés (slide), d'une manière comparable à un shortboard de surf sur une vague.
Le surfskate est typiquement pratiqué sur des surfaces urbaines planes ou en pentes légères, ou dans des bowls ouverts de skatepark. 
Le truck avant permet de faire des mouvements comparables à ceux du surf. Il permet des virages courts et faciles à manœuvrer, comme sur un surf. Les mouvements sont très intuitifs et accessibles aux débutants. Il est possible de prendre les virages les plus étroits, en slalom, autour d'obstacles. Il suffit de déplacer le poids du corps.
Le surfskate permet de s'entraîner au surf lorsque les conditions ne sont pas propices.

## Histoire
L'invention de ce type de skate est attribué à deux surfeurs californiens, David Colley et Brad Gerlach, qui mettent sur le marché en 1996 le surfskate de la marque Carver.
Il en résulte une planche qui, même si elle partage avec le skateboard terrain de jeu et inspiration, propose des sensations bien différentes. Et même si de par son anatomie (une planche, 2 trucks, 4 roues) le carveboard ressemble en tout points à ses cousines planches à roulettes, la technique de glisse et les sensations procurées sont plus proches de celles du surf.
La pratique rappelle celle, plus connue, du longskate : la descente sur routes (boardercross, montagne et slalom notamment). Toutefois elle privilégie le travail du virage pour lequel elle permet toutes les fantaisies en matière de variations de courbe.
Certains modèles étant équipés de pneus, une utilisation sur surface plus accidentée (mauvais bitume, pavés, terre, etc) est également possible.

## Anatomie
La planche en elle-même a la particularité d'être reliée aux trucks par des petites charnières qui permettent d'incliner plus ou moins la planche par rapport à l'horizontale. On s'incline ainsi jusqu'à environ 45°; soit beaucoup plus qu'en utilisant la souplesse des trucks classiques d'un skateboard. Ceci permet une attaque beaucoup plus agressive des virages en descente, en limitant un maximum la perte de vitesse à chaque courbe (carving).
La possibilité du changement de carre instantané (rail to ail), permet de gagner de la vitesse par des mouvements de flexion-extension que l'on retrouve dans le surf shortboard. C'est l'effet de relance qui permet des sensations sur le plat (flat), ou en pente douce, et possible à faible vitesse.

## Émulation d'autres sports de glisse
Comme le skateboard à ses débuts, le carveboard cherche à renvoyer des sensations propres au surf. Celles-ci se retrouvent par ailleurs dans certaines pratiques de snowboard (ce qui est sans surprise vu l'histoire de ce dernier). C'est pourquoi aujourd'hui on vend des carveboards en ventant leurs qualités d'émulation du surf et du snowboard. Mais si ces qualités sont réelles, elles ne sont pas forcément sensibles pour tous car elles ne correspondent qu'aux pratiques carving des snowboards alpins ou freerides. En outre, contrairement au freeboard et au T-board, qui ont bien été développés spécifiquement pour émuler le snowboard, le carveboard a été développé par des surfeurs pour des surfeurs. Par essence, l'émulation du surf ou du snowboard sur surface dure est imparfaite.

## Popularité
Bien que cette idée relativement novatrice soit assez récente, la popularité et la pratique du carveboard restent limités par rapport au longskate. Ceci peut-être expliqué par le fait que ce dernier a été créé en même temps que le skateboard (dans les années 1970), et qu'il a eu le temps de se développer. Aussi, le prix de planches innovantes telles que le carveboard reste élevé à cause du manque de concurrence notamment (seul un nombre très limité de constructeurs possèdent le brevet).